# 金子明友
金子 明友 （かねこ あきとも、1927年（昭和2年）8月1日 - 2024年（令和6年）12月24日）は、日本の体操競技選手である。指導者としても活動した。

## 経歴・人物
1952年ヘルシンキオリンピックに出場した。 その後、桐朋高等学校教諭、筑波大学教授（のち名誉教授）、日本女子体育大学学長などを歴任した。
2024年12月24日、老衰のため死去した。97歳没。葬儀は同月31日に行われた。
体操競技の難度を示す「ウルトラC」という言葉の発案者とする説がある。

## 栄典
- 瑞宝中綬章[4]